# شورش استان لیانگ
شورش استان لیانگ (از ۱۸۴ تا ۱۸۹) به عنوان قیام مردم کیانگ علیه سلسله هان در استان غربی لیانگ (تقریباً وووی ، گانسو امروزی) در قرن دوم پس از میلاد در چین آغاز شد، اما یوئه‌چی ها و شورشیان هان به زودی به این امر پیوستند تا کنترل استان را از کنترل دولت مرکزی خارج کنند. این شورش، که چندی پس از شورش دستار زرد ها آغاز شد، بخشی از یک سری آشفتگی بود که به زوال و سقوط نهایی سلسله هان انجامید. علیرغم توجه نسبتاً کم مورخان سنتی به این موضوع، شورش اهمیت ماندگاری داشت زیرا قدرت چینی هان را در شمال غربی تضعیف کرد و آن سرزمین را برای تعدادی از ایالت‌های غیر تحت حکومت هان در قرن‌های آینده آماده کرد.